# Madonna met de anjer (Leonardo da Vinci)
Madonna met de anjer is een olieverfschilderij van de Italiaanse schilder Leonardo da Vinci, geschilderd in 1475. Het wordt sinds 1889 permanent tentoongesteld in de Alte Pinakothek te München nadat het in particuliere handen was.
Het centrale motief is de jonge maagd Maria met haar naakte baby Christus op haar schoot. Maria zit en draagt kostbare kleding en juwelen. Met haar linkerhand houdt ze een anjer vast, wat wordt geïnterpreteerd als een symbool van genezing. De gezichten zijn licht terwijl alle andere objecten donkerder zijn, de anjer wordt bedekt door een schaduw. Terwijl het kind omhoog kijkt, en de moeder omlaag kijkt, is er geen oogcontact. De opzet van het schilderij bevat twee ramen aan beide zijde van de figuren.
Oorspronkelijk werd van dit schilderij gedacht dat het door Andrea del Verrocchio geschilderd was, maar kunsthistorici waren het eens dat het van Da Vinci is. 'Madonna met kind' was een veelvuldig motief in de christelijke kunst gedurende de middeleeuwen. Dit schilderij is het enige werk van Da Vinci dat permanent tentoongesteld is in Duitsland.
- Marburg Picture Index: 00060123
- Gemeinsame Normdatei: 7545054-9

De doop van Christus · De annunciatie · Madonna met de anjer · Portret van Ginevra de' Benci · Madonna Benois · De boetvaardige Hiëronymus · De aanbidding door de wijzen · Madonna in de grot · De dame met de hermelijn · Portret van een dame (La Belle Ferronnière) · Het Laatste Avondmaal · Karton van Burlington House · Slag bij Anghiari · Mona Lisa · Maria met kind en Sint-Anna · Johannes de Doper